# Luis Castañeda Lossio
Óscar Luis Castañeda Lossio (* 21. Juni 1945 in Chiclayo; † 12. Januar 2022 im Distrikt Jesús María, Lima) war ein peruanischer Politiker und bis Ende 2018 Bürgermeister von Lima.

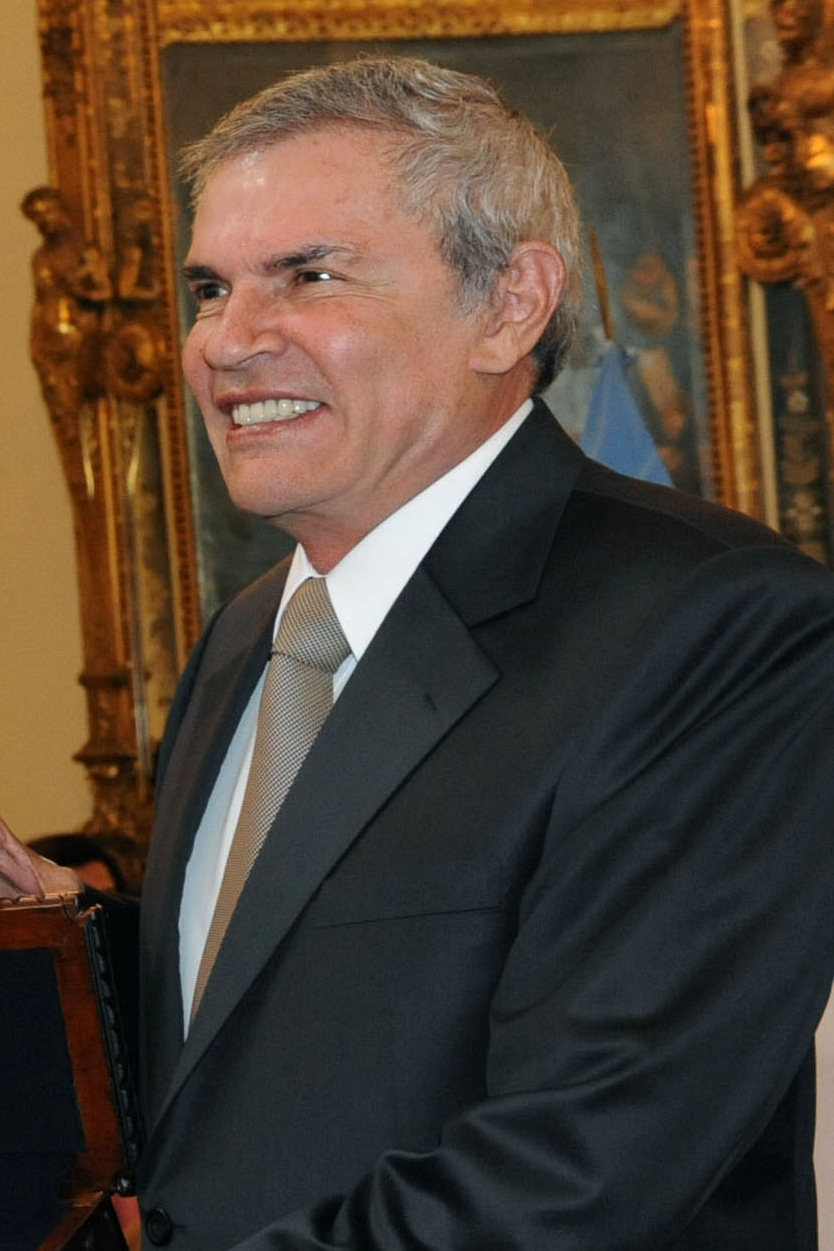
Luis Castañeda Lossio (2010)

## Leben
Castañeda war Rechtsanwalt und im Vorstand verschiedener öffentlicher Institutionen – überwiegend sozialer Sicherungssysteme – tätig. Zwischen 1990 und 1996, während der Regierung Alberto Fujimoris, war er Präsident des Instituto Peruano de Seguridad Social (IPSS). Er war Mitglied des Wahlbündnisses Solidaridad Nacional (Nationale Solidarität).
Am 1. Januar 2003 übernahm er den Bürgermeisterposten in Lima von seinem parteilosen Vorgänger Alberto Andrade Carmona, der von 1996 bis 2002 amtierte. Hauptziele seiner Politik waren vor allem die Verbesserung der unzureichenden Infrastruktur und die Bekämpfung der hohen Kriminalität in Lima. Seit seinem Amtsantritt wurden mehrere neuralgische Verkehrsstaupunkte entschärft und einige größere Straßenbauprojekte begonnen. Positiv wurde von den Bürgern zudem das großangelegte Programm zur Begrünung der Stadt aufgenommen, das den Freizeitwert der Stadt erhöht und die eklatantesten Probleme bei der Müllbeseitigung gelöst hat.
Im Oktober 2010 trat er als Bürgermeister zurück, um sich auf seine Kandidatur für die Präsidentenwahl 2011 zu konzentrieren. Am Wahltag bekam er mit knapp zehn Prozent den fünftgrößten Stimmenanteil. Von 2015 bis 2018 war er erneut Bürgermeister der Stadt Lima. Nach seiner Amtszeit wurde eine Verwicklung Castañedas in den Korruptionsskandal um die Baufirma Odebrecht bekannt, von der er illegale Wahlkampfspenden erhalten hatte.
Luis Castañeda verstarb am Morgen des 12. Januar 2022 im Alter von 76 Jahren nach einem Herzstillstand.

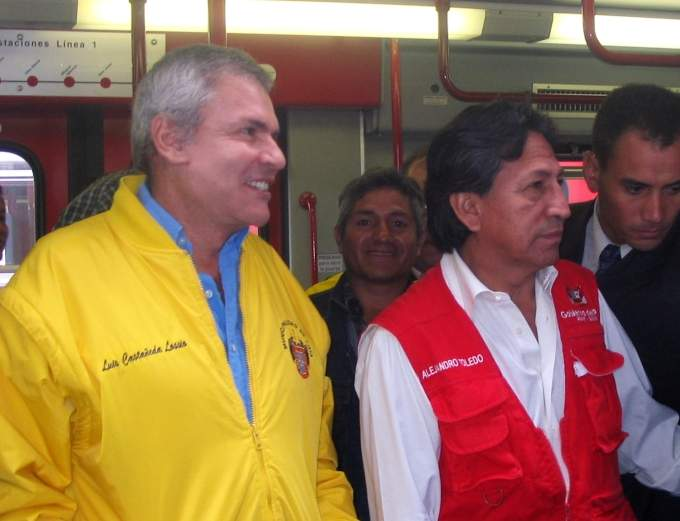
Castañeda und der damalige peruanische Präsident Alejandro Toledo in der Tren Urbano (2005)
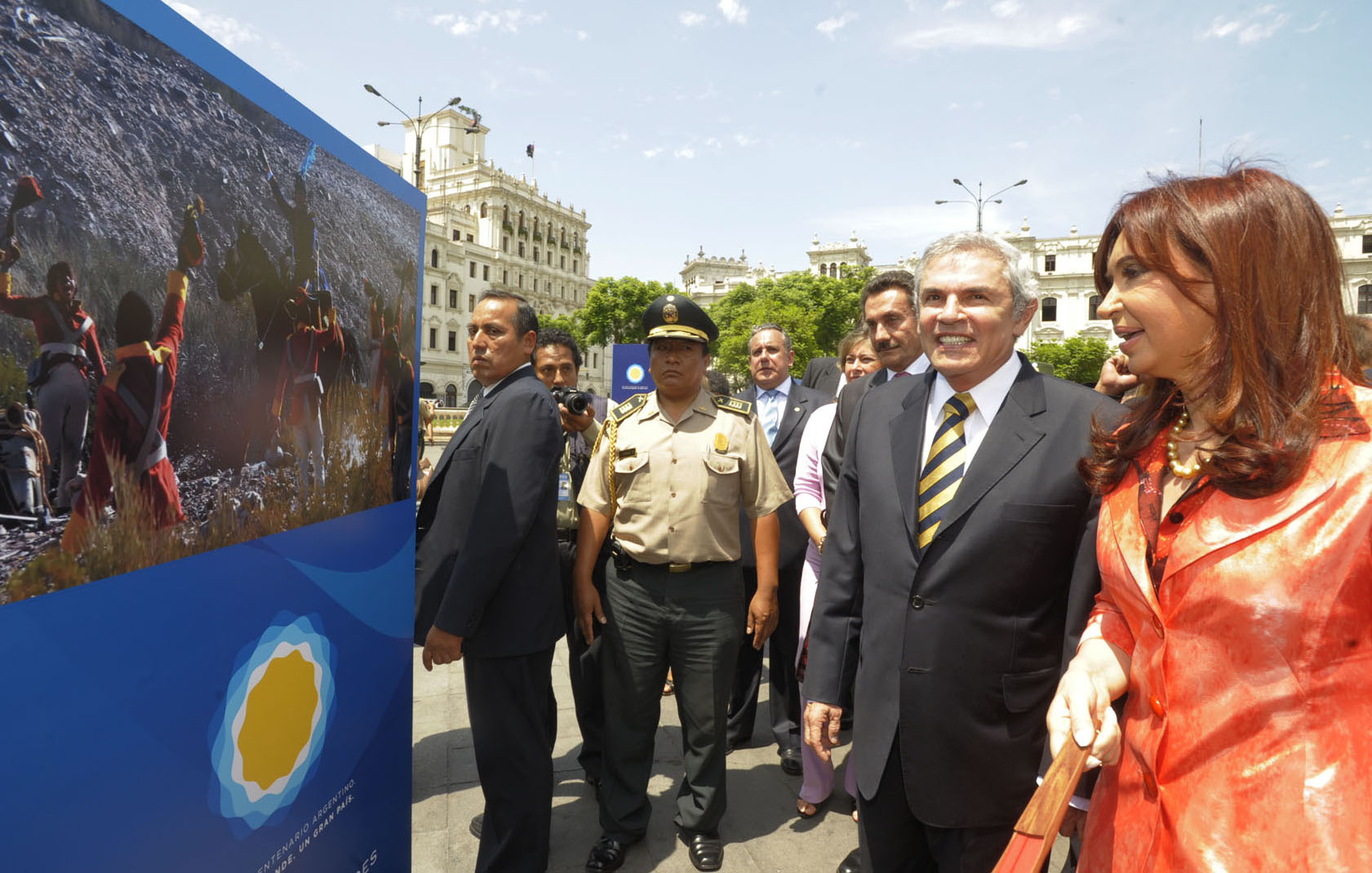
Castañeda zusammen mit der damaligen argentinischen Präsidentin Cristina Fernández de Kirchner (2010)